# Lautrupgård
Lautrupgård ligger i Ballerup Kommune ca. 15 km vest for København og var oprindeligt en proprietærgård oprettet i slutningen af 1700-tallet. Landbrug med kornproduktion og malkekvæg var gårdens særkende i mere end 150 år. 
Lautrupgård har haft flere ejere. Mælkeriet Enigheden havde den til forsøgsgård i en årrække. Herefter blev den solgt til fabrikant Knud Abildgård, (Løvens Kemiske Fabrik) der solgte den til Ballerup Kommune i 1965.
I bygningerne har Ballerup Kommune siden 1965 drevet undervisningsvirksomhed og forestået kulturelle aktiviteter af alskens slags for byens borgere.
 
Blandt andre Lautrupgårdskolen og Seniorværkstederne benytter sig i dag af de mange lokaler og værksteder der er etableret i gårdens bygninger, ligesom også produktionshøjskole, ungdomsskole, musikskole og andre aftenskoler har til huse her.
Udendørsarealerne byder ud over grønne områder også på køreanlæg til cykel- og knallertundervisning samt motorcrossbane, og i parken såvel som i den store lade er der idrætsfaciliteter.
|  | Denne artikel om en bygning eller et bygningsværk kan blive bedre, hvis der indsættes et (bedre) billede. Du kan hjælpe ved at afsøge Wikimedia Commons for et passende billede eller lægge et op på Wikimedia Commons med en af de tilladte licenser og indsætte det i artiklen. |

55°43′47.62″N 12°23′41.91″Ø / 55.7298944°N 12.3949750°Ø